# Mauro Ferri
Mauro Ferri (Roma, 15 de marzo de 1920 – Roma, 29 de septiembre de 2015) fue un juez y político italiano.
Fue miembro del Partido Socialista Italiano de 1944 a 1969, cuando cambií su afiliación por el Partido Socialista Democrático Italiano. Ocupó la cartera de Ministerio de desarrollo económico de 1972 a 1973 en el segundo gabinete del Primer Ministro Giulio Andreotti. Ferri fue elegido como Miembro del Parlamento Europeo de 1979 hasta 1984. Posteriormente ocupó el cargo de Presidente de la Corte Constitucional de Italia en 1995 y 1996. Ferri murió en su casa de Roma el 29 de septiembre de 2015.